# Zuckermäuse
Die Zuckermäuse (Zygodontomys) sind eine in Mittel- und Südamerika lebende Nagetiergattung aus der Gruppe der Neuweltmäuse mit zwei Arten. Sie tragen ihren Namen, weil sie manchmal in Zuckerrohr-Plantagen eindringen und dort Schaden anrichten.
Zuckermäuse erreichen eine Kopfrumpflänge von 10 bis 16 Zentimetern, der Schwanz ist mit 4 bis 13 Zentimetern teilweise sehr kurz. Das Gewicht beträgt 60 bis 140 Gramm. Die Fellfärbung variiert an der Oberseite von gelblich-braun bis rötlich, die Unterseite ist weißgrau oder weiß. Die Ohren und der Schwanz sind braun.
Diese Nagetiere sind in Mittel- und Südamerika von Costa Rica bis in das Amazonasbecken Brasiliens verbreitet. Sie bewohnen offenes, buschbestandenes Gelände und sind stets in der Nähe von Wasser zu finden.
Sie sind nachtaktiv und halten sich vorwiegend am Boden auf, wo sie Trampelpfade durch das Gras anlegen. Sie bewohnen Erdbaue, in denen sie Nester aus Gräsern und Stängeln errichten. Sie fressen Gräser (unter anderem Zuckerrohr und Reis), Samen und Früchte.
Nach einer rund 25-tägigen Tragzeit bringt das Weibchen durchschnittlich 4,6 Jungtiere zur Welt. Diese öffnen mit 7 Tagen die Augen, werden mit 9 bis 11 Tagen entwöhnt und mit 25 bis 42 Tagen geschlechtsreif.
Es werden zwei Arten unterschieden:
- Die Kurzschwanz-Zuckermaus (Zygodontomys brevicauda) ist von Costa Rica bis ins Amazonasbecken verbreitet und lebt auch auf den Inseln Trinidad und Tobago.
- Die Kolumbien-Zuckermaus (Zygodontomys brunneus) kommt nur in Tälern im nördlichen Kolumbien vor.

Keine der beiden Arten ist laut IUCN bedroht, das ist jedoch veraltet.